# 케이스포츠

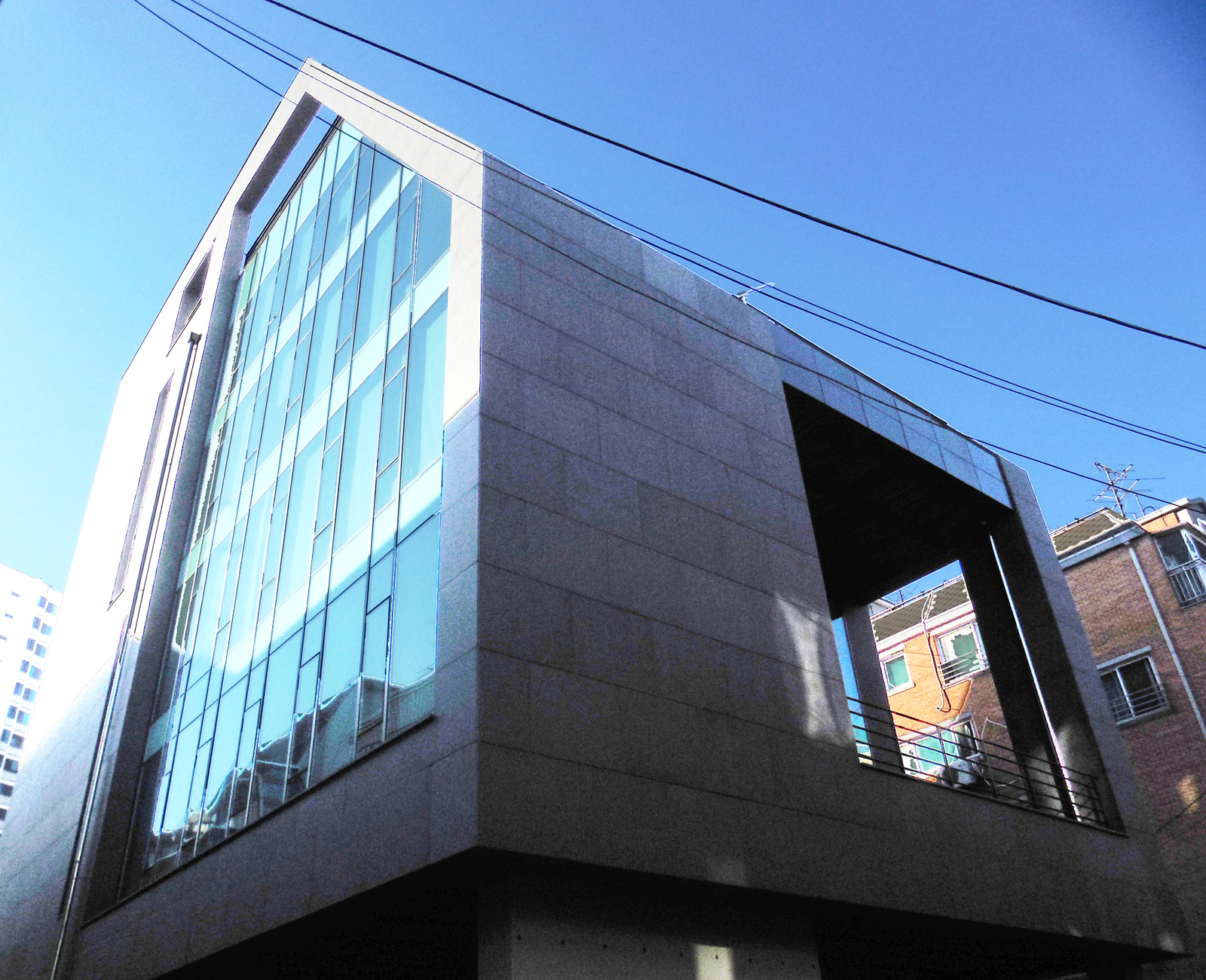
케이스포츠 재단 건물

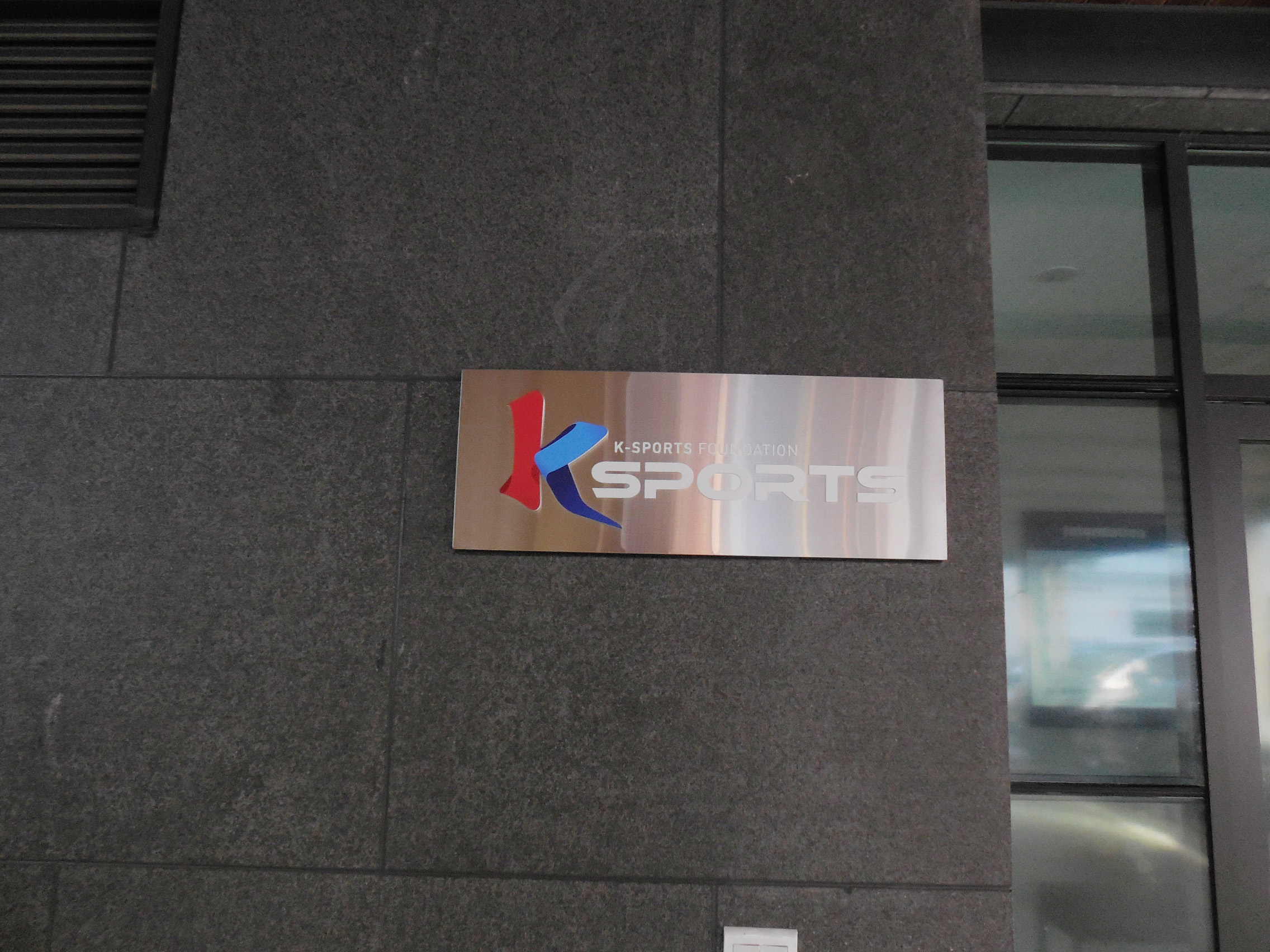
케이스포츠 재단 로고

재단법인 케이스포츠(財團法人 케이스포츠, 영어: K-SPORTS Foundation)는 대한민국의 재단법인이다. 2016년 1월 18일 설립되었다. 노승일이 부장으로 있었다.

## 논란
대대적으로 박근혜-최순실 게이트와 이와 관련된 인물, 또 다른 비리 등이 밝혀지면서 큰 논란이 일었다. 우선 박근혜-최순실 게이트의 핵심 인물로 지목된 최순실이 그 배후이며, 깊이 개입했다는 의혹이 있다.
또한 국민의당 박지원 의원은 재단법인 미르의 '미르'와 K스포츠재단의 'K'를 합치면 '미륵'이 되며, 이는 박근혜 대통령의 각종 사이비 종교 관련 의혹이 있다는 설을 제기하였다.
미르재단 및 K스포츠재단에 대하여 삼성그룹과 박근혜 정부 간 정경유착의 결과물이라는 비판도 있다. 그러나 이재용 1~2심 재판부 모두 미르재단과 K스포츠재단에 적용된 제3자 뇌물공여 및 횡령 혐의에 대해 전부무죄를 판결하였다. 박근혜 1심 재판부 또한 미르재단 및 K스포츠재단에 적용된 제3자 뇌물수수 혐의에 대해 무죄를 선고하였다.